# C (SAB)
C är ett signum i SAB:s klassifikationssystem för böcker och andra media på bibliotek.

## CReligion
- Ca Kristendomen
- Cb Bibelutgåvor
  - Cbc Apokryfer och pseudepigrafer
- Cc Exegetik och litteratur om Bibeln
- Cd Äldre teologisk litteratur
- Ce Dogmatik och symbolik
  - Cea Dogmatik
    - Ceae Sakramenten
- Cf Teologisk etik
- Cg Praktisk teologi
  - Cga Religionssamfunden och samhället
  - Cgb Kyrklig administration och kyrkorätt
    - Cgba Central administration
    - Cgbb Stiftsadministration
    - Cgbc Församlingsadministration

  - Cgc Församlings- och själavård
    - Cgck Diakoni

  - Cge Kateketik
    - Cgea Söndagsskola
    - Cgeb Konfirmationsundervisning

  - Cgf Ekumenik
- Ch Gudstjänsten
  - Chd Kyrkliga symboler och redskap
- Ci Uppbyggelselitteratur
  - Cia Predikningar och betraktelser
  - Cib Psalmer och andliga sånger
- Cj Kyrkohistoria
  - Cjy Hagiografi
  - Cjz Kyrkohistoria: särskilda personer
- Ck Kristna samfund
  - Cka Ortodoxa kyrkor
  - Ckb Romersk-katolska kyrkan
  - Ckc Lutherska samfund
  - Ckd Reformerta samfund
  - Cke Anglikanska kyrkor
  - Cko Orientaliska kyrkor av främreasiatiskt ursprung
    - Ckob Armeniska kyrkor
    - Ckoc Syrisk-ortodoxa kyrkor
    - Ckoe Nestorianska och kaldeisk-katolska kyrkorna
    - Ckop Koptiska och etiopiska kyrkor

  - Cks Frikyrkosamfund
    - Cksa Adventister
    - Cksb Baptister
      - Cksba Mennoniter. Anabaptister. Amish. Brethren

    - Cksd Christian Science
    - Cksh Frälsningsarmén
    - Cksk Herrnhutare
    - Cksm Jehovas vittnen
    - Cksn Kväkare
    - Ckso Metodister
    - Cksq Mormoner. Jesu Kristi kyrka av sista dagars heliga
    - Ckss Pingstvänner
    - Ckst Shakers
    - Cksu Swedenborgare
    - Cksx Svenska Missionskyrkan
    - Cksy Unitarier

  - Ckt Andliga ordnar och kloster
    - Ckta Andliga ordnar och kloster: Romersk-katolska kyrkan
      - Cktaz Benediktinorden
      - Cktaz Birgittiner
      - Cktaz Cisterciensorden
      - Cktaz Dominikanorden
      - Cktaz Franciskanorden
      - Cktaz Jesuitorden

  - Cku Religiösa föreningar
- Cl Kristen mission
- Cm Allmän religionsvetenskap och religionshistoria
  - Cma Skriftlösa religioner
  - Cmb Östasiatiska religioner
    - Cmba Kinesisk religion
      - Cmbaa Konfucianism
      - Cmbab Taoism

    - Cmbc Japansk religion

  - Cmd Religioner av främreasiatiskt ursprung
    - Cmdb Judendom
    - Cmdd Islam
      - Cmddt Muslimska trosriktningar

  - Cme Indisk religion
    - Cmea Vedism
    - Cmeb Hinduism
    - Cmec Buddhism
      - Cmect Buddhistiska riktningar, sekter och reformrörelser
        - Cmecta Theravada
        - Cmectb Mahayana och vajrayana

    - Cmed Jainism
    - Cmee Sikher

  - Cmf Iransk religion
  - Cmg Grekisk och romersk religion
  - Cmh Keltisk religion
  - Cmi Germansk religion
    - Cmia Fornnordisk religion

  - Cmm Finsk-ugrisk religion
- Cn Moderna religionsbildningar
  - Cna Teosofi och antroposofi
  - Cnc Scientologi
  - Cnd Martinus
  - Cne Ananda Marga
  - Cnf Hare Krishna
  - Cng Enighetsrörelsen (Moonrörelsen)
  - Cnh Bahai
  - Cnj Satanism
  - Cnö Övriga särskilda moderna religionsbildningar
    - Cnöz Eckankar
    - Cnöz Elan Vital
    - Cnöz Falungong
    - Cnöz Guds barn
    - Cnöz New Age
    - Cnöz Nya hedniska religioner och Wicca
    - Cnöz People's Temple
    - Cnöz Rastafari
    - Cnöz UFO-kultur